# Fläckkronad blåsmyg
Fläckkronad blåsmyg (Sipodotus wallacii) är en fågel i familjen blåsmygar inom ordningen tättingar.

## Utseende och läte
Fläckkronad blåsmyg är en mycket liten fågel. Den kännetecknas av vit undersida, rostbrun rygg med två fläckade vita vingband, svart kind med vitt streck och en ljust blåfläckad hjässa. Hanen har vit strupe, honan beigefärgad. Olikt andra blåsmygar håller den inte stjärten rest. Arten liknar hona koboltblåsmyg men är ljusare på hakan och har till skillnad från denna vingband. Sången består av en serie ljusa toner som inleds med en utdragen ton.

## Utbredning och systematik
Fågeln förekommer i låglänta områden på Nya Guinea Aruöarna, Misool och Yapenöarna. Den placeras som enda art i släktet Sipodotus och behandlas som monotypisk, det vill säga att den inte delas in i några underarter. 

## Levnadssätt
Fläckkronad blåsmyg hittas i skog i lägre bergstrakter. Där påträffas den i medelhöga till höga skikt. Den rör sig ofta i artblandade flockar.

## Status och hot
Arten har ett stort utbredningsområde, men tros minska i antal, dock inte tillräckligt kraftigt för att den ska betraktas som hotad. Internationella naturvårdsunionen IUCN listar arten som livskraftig (LC).